# Paul Raymond
Paul Martin Raymond, född 16 november 1945 i St Albans i Hertfordshire, död 13 april 2019, var en brittisk keyboardist och gitarrist. 
Raymond startade sin musikaliska karriär i bandet Plastic Penny 1967. Efter att bandet splittrats 1968 var Raymond del av flera olika band fram till 1976 då han värvades till UFO för att bli bandets keyboardist. När Michael Schenker lämnade bandet övertog Raymond Schenkers roll som låtskrivare. 
Tillsammans med Andy Parker, Pete Way och Phil Mogg bildade de bandets originaluppsättning.
Raymond avled 2019 till följd av en hjärtattack.